# Os mataréis en la caída (El ala oeste)
Os Matareis en la Caída es el vigésimo capítulo de la segunda temporada de la serie dramática El Ala Oeste.

## Argumento
El Consejero Jurídico de la Casa Blanca Oliver Babish, sigue con su ronda de entrevistas: el turno es para C.J. y Abigail Bartlet, a quienes les pregunta si han mentido sobre la Salud del Presidente. La primera le reconoce que si, en varias ruedas de prensa en la que explicaba sus chequeos médicos rutinarios. La primera dama, tras hablar con el abogado, va a ver a su marido al Despacho Oval. Enfadada, le recrimina que hablase antes con Leo sobre el futuro anuncio de su enfermedad y el asesoramiento de Babish.
Leo, Toby y Josh tratan de idear una estrategia para sortear la crisis. Entre las acciones que planean está la de realizar un sondeo para saber la opinión del pueblo: para ello llamarán a Joey Lucas. Josh se entrevista con esta en la cafetería del Aeropuerto Nacional Ronald Reagan de Washington. Deciden preguntar sobre la reacción que les produciría saber que un gobernador tiene graves problemas de salud.
Donna está muy preocupada por un fax que ha llegado de la NASA: un Satélite Chino incontrolado va a caer a la tierra próximamente. Algunos compañeros se burlan de la situación, puesto que un hecho así sucede cada dos semanas sin que ocurra nada.
Por su parte, Sam trabaja en un discurso donde se anunciará una subida de impuestos para los ricos. Realiza modificaciones en referencia a los lujos que estos compran, para ser diplomáticos con ellos. Él mismo recuerda como poco tiempo atrás era uno de esos ricos, puesto que ganaba 400mil dólares al año. No conoce que en unas horas le darán la noticia de la enfermedad del Presidente.
El capítulo finaliza cuando C.J. y Josh salen de la Casa Blanca. El segundo comenta que van a hacer un sondeo para conocer la reacción del público. C.J. le dice que lo de menos son las apariencias. La situación es de una gravedad incalculable.

## Curiosidades
- El título (The Fall's Gonna Kill You) se refiere al comentario de C.J. al final del episodio, sacado de la película Butch Cassidy and the Sundance Kid (Butch Cassidy and the Sundance Kid). La cita está sacado de una escena: los protagonistas dudan sobre saltar a un río 100 metros más abajo por miedo a ahogarse. Hasta que uno, con razón, espeta: Te matarás en la Caída.[1]

## Enlaces
- Ficha en FormulaTv.
- Enlace al Imdb.
- Guía del Episodio (en inglés).